# فارسنامه ناصری
فارسنامهٔ ناصری کتابی در حوزهٔ تاریخ و جغرافیای استان فارس که در فاصلهٔ سال‌های ۱۳۰۰ تا ۱۳۱۱ هـ. ق توسط حسن حسینی فسائی و به دستور ناصرالدین‌شاه به رشتهٔ تحریر درآمده‌است.

## گفتارهای کتاب
این اثر در دو گفتار تنظیم شده و هر گفتار در یک جلد گنجانده شده‌است.

### گفتار اول
گفتار اول در مورد تاریخ فارس (احوال پادشاهان و ثروتمندان و بزرگان فارس) از صدر اسلام تا سال ۱۳۱۱ است. حوزهٔ آن بخش‌هایی از سواحل و بنادر خلیج فارس، خوزستان و حتی کرمان امروزی در دورهٔ بعد از اسلام تا اوایل قرن چهاردهم هجری را شامل می‌شود.

### گفتار دوم
گفتار دوم دربارهٔ وضعیت جغرافیایی و باغ‌ها و آبادی‌ها و مسجدها و چشمه‌ها و رودهای فارس است که در چاپ حاضر و از منابع معتبر در این باره به‌شمار می‌رود. و تقسیم فارس در دورهٔ پیش از اسلام؛ خصایص شیراز و محلات شیراز؛ علما، شعرا، وزرا، بِقاع، مساجد، مدارس، و بساتین شیراز؛ بلوکات فارس و آب و هوا؛ محصولات و سرانجام معرفی مشاهیر و آثار آنها. در پایان این گفتار، ایلات مملکت فارس، جزایر خلیج فارس، چشمه‌ها و دریاها و دریاچه‌های فارس، رودخانه‌ها، صحراها و طوایف متفرقه، قلعه‌های کوهی، کوه‌ها و معدن‌های فارس معرفی شده، و در پی آن، فهرست بلوکات فارس آمده‌است. در پایان کتاب، پس از نقشهٔ بافت قدیم شیراز (و نقشهٔ راهنمای استان فارس)، فهرست‌های نام کسان، جاهای، اشعار و کتاب‌ها، به انضمام تعلیقات به طبع رسیده‌است. جلد دوم کتاب با تصاویری از اماکن همراه است.

## حوزهٔ مورد بحث کتاب
کتاب بخش‌هایی از ساحل‌ها و بندرهای خلیج فارس، استان خوزستان، استان کهگیلویه و بویراحمدو بخش‌هایی از استان کرمان امروزی را، در دورهٔ بعد از اسلام تا آغاز قرن چهاردهم هجری قمری، شامل می‌شود.

## تصحیح
تصحیح این کتاب در سال ۱۳۶۷ منتشر و در مراسم کتاب سال جمهوری اسلامی ایران به‌عنوان کتاب برگزیده معرفی شد.